# Deichsel (Heraldik)

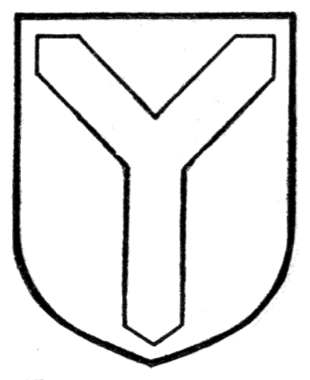
Heraldische Deichsel (Gabel)

Die Deichsel oder Gabel, selten auch Wagenlanne, ist in der Heraldik sowohl ein Heroldsbild als auch eine gemeine Figur und hat die Form eines in Pfahlstärke dargestellten, stark symbolisierten Ypsilons.

## Darstellung und Blasonierung

Göpel

Die Arme dieses Y-artigen Kreuzes laufen vom Pfahl aus gabelförmig schräg nach oben und außen in die oberen Schildecken.
Das Gegenstück wird Göpel genannt.
In vielen anderen Sprachen wird, anders als im Deutschen, das sie als zwei eigenständige Bilder ansieht, die Deichsel (frz. und port. pairle, engl. pall, span. perla, ital. pergola) als die Hauptfigur, der Göpel als deren Inverses bezeichnet (frz. pairle inversé, engl. pall reversed, span./port. perla/pairle invertida, ital. pergola rovesciata).

### Als Heroldsbild und Schildteilung (Deichselschnitt)
Als Heroldsbild muss es mit allen drei Balken (Armen) den Schildrand berühren. Diese Form teilt den (einfarbigen) Schild in drei Felder ein, eins zwischen den Y-Armen sowie auf jeder Seite ein weiteres Feld. Bei der Blasonierung wird zuerst das obere Feld, dann das vordere (heraldisch rechte, links vom Betrachter aus gesehen) und zuletzt das hintere angesprochen.
Ähnlich anderen Heroldsbildern gibt es auch eine Schildteilung im Deichselschnitt, bei dem die drei Felder direkt aneinanderstoßen, ohne „sichtbare“ Deichsel. Die Deichsel (und entsprechend der Göpel) wird als Variante der Teilung empfunden, in der Blasonierung lautet es dann: Im Deichselschnitt (oder Gabelschnitt) geteilt von …. Anders sagt man französisch/englisch: tiercé en pairle/tierced pallwise (‚gedrittelt‘).
Zusätzlich mit dem Heroldsbild im Schild sagt man Durch eine [Farbe] Deichsel geteilt …, dann liegt eine Deichsel genau am Deichselschnitt, respektive, um die Deichsel haben alle drei Felder (oder zumindest zwei) verschiedene Farben.

Erniedrigter Deichselschnitt

### Als gemeine Figur
Die Deichsel tritt auch als gemeine Figur auf. Hierbei darf sie den Schildrand nicht berühren. Im Schild (Feld) ähnelt sie einem schwebenden Ypsilon, sie muss dann als schwebend gemeldet werden, oder wird Gabelkreuz genannt, wie das Y- oder Ψ-förmige Gabelkreuz (Schächerkreuz).

### Varianten

Pfahldeichsel

Die Breite ist von der des Pfahls (Balken) bis zum Faden möglich.
Die oberen Arme könne auch eingebogen oder ausgebogen sein, was gemeldet werden muss. Die beiden oberen Arme können auch den Schildrand unterhalb der Oberkante berühren, dann ist die Deichsel erniedrigt (vermindert).
Die Schnittkanten können alle Wappenschnitte annehmen, beschränken sich aber doch auf den geraden und Wellenschnitt. Bei entsprechender Breite kann der Göpel wie andere heraldischen Elemente Belegt, oder bordiert sein.
Meist ist die schwebende Deichsel rechtschnittig, das heißt, die Enden bilden rechtwinklige Schnittkanten. Laufen sie spitz zu, muss dies als gespitzte Deichsel gemeldet werden. Auch andere Endformen sind möglich.

Gabelstück

Eine von einem Pfahl überlagerte Deichsel (Ψ) nennt man Pfahldeichsel oder Zwickel (dann nicht zu verwechseln mit der eingeschweiften Spitze, die manchmal ebenfalls so genannt wird). Die Deichsel kann mit dem Schildfuß verbunden werden, woraus die Schildfußdeichsel entsteht, mit überlagertem Pfahl die Schildfußpfahldeichsel.

Ist der Deichselpfahl besonders breit und das obere Feld zwischen den Armen in derselben Farbe, also ein gleichfarbig gefülltes Ypsilon, spricht man von einem Gabelstück.

## Verwendung

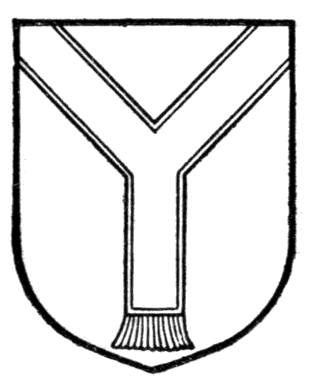
Pallium

Deichsel- wie Göpelschnitt sind vergleichsweise selten. Sie gelten als heraldisch problematisch: Es ergibt sich ein Schnittpunkt dreier Linien; es stoßen drei Felder aufeinander, also lassen sie sich nicht nach der heraldischen Farbregel füllen. Somit fallen immer zwei Metalle oder zwei Farben zusammen. Weil das Heroldsbild aber altüberkommen ist, wird der Bruch toleriert. Andere Möglichkeiten sind, die Felder beiderseits gleich zu tingieren oder den Schnitt gleich mit der Deichsel zu belegen, also nur Farben am Schild und Deichsel in Gold oder Silber oder umgekehrt.
Eine besondere Verwendung ist die Darstellung des Pallium, einem der Amtsabzeichen des Papstes. Typisch ist hierbei ein wie die Kirchenfahne gefranstses unteres Ende.
Blau und insbesondere gewellt stellt die Deichsel oft Zusammenflüsse dar. Entsprechend kann sie auch Weggabelungen symbolisieren.

### Beispiele

Gabelkreuz mit gezackten oberen Armen (Rovaniemi FI)
In Blau eine silberne Deichsel, mit 3 Rosen belegt (Somerniemi FI)
Im Deichselschnitt geteilt [ein Schild] von Hermelin, Blau und Rot (Kerlaz FR)
Von einer silbernen Deichsel erniedrigt geteilt (Croisy-sur-Andelle FR)
Von einer balkenweisen bordierten Deichsel geteilt (Südafrika, Flagge)
Weiße Wellendeichsel im redenden Wappen (Spraitbach DE)
Durchbohrte Gabel
Schwarze schwebende gespitzte Deichsel (Cunningham)